# Камагуэй (провинция)
Камагуэ́й (исп. Camagüey) — провинция Кубы, расположенная в центральной части страны. На севере граничит с Атлантическим океаном, на юге с Карибским морем, на западе с провинцией Сьего-де-Авила, до 1975 входившей в её состав, на востоке с провинцией Лас-Тунас.

## География
Провинция в основном представляет собой низменность, не содержа каких-либо значительных гор или возвышенностей. Вдоль карибского побережья расположены многочисленные рифы, в том числе архипелаг Хардинес-де-ла-Рейна, вдоль атлантического побережья значительных островов нет, за исключением архипелага Хардинес-дель-Рей, входящего в состав группы островов Сабана-Камагуэй.

## Муниципалитеты
1. Камагуэй (Camagüey);
2. Гуаймаро (Guáimaro);
3. Нуевитас (Nuevitas);
4. Сеспедэс (Céspedes);
5. Химагуаю (Jimaguayú);
6. Сибанику (Sibanicú);
7. Эсмералда (Esmeralda);
8. Минас (Minas);
9. Сьера-де-Кубитас (Sierra de Cubitas);
10. Флорида (Florida);
11. Нахаса (Najasa);
12. Вертьентес (Vertientes);
13. Санта-Крус-дель-Сур (Santa Cruz del Sur).

## Экономика
Основой экономики провинции является выращивание крупного рогатого скота, а также сахарного тростника на побережьях. Также выращиваются рис, цитрусовые, разводятся куры.
После Кубинской революции 1959 года провинция занимала второе место по объёмам производства сахара (здесь находилось 24 сахарных завода). Также здесь был создан специализированный животноводческий район "Молочный треугольник" (после чего провинция стала одним из центров молочного скотоводства).
Несмотря за многочисленные пляжи, туризм в провинции развит слабо.
Провинция известна проходящими в ней родео.